# Megasema ditrapezium
Megasema ditrapezium är en fjärilsart som beskrevs av Ignaz Schiffermüller 1775. Megasema ditrapezium ingår i släktet Megasema och familjen nattflyn. Inga underarter finns listade i Catalogue of Life.